# Сабріна Феріллі
Сабріна Феріллі (італ. Sabrina Ferilli, нар. 28 червня 1964, Рим, Італія) — італійська акторка.

## Життєпис
Народилася в Римі. Її батько був спікером від комуністичної партії в регіональному парламенті Лаціо, тому вона з дитинства увібрала в себе лівий напрям в політиці і часто не приховує цього.
Після закінчення школи Сабріна відхилила запрошення римського Центру експериментального кінематографа (італ. Centro Sperimentale di Cinematografia) і зайнялася викладанням дикції. Цим вона уникла залучення в порноіндустрію, куди її кликали через її фігуру. 
Кар'єра Сабріни Феріллі почалася, коли вона працювала у відомому римському центрі кінематографії і брала участь в місцевій постановці драми. Її першим успішним фільмом став «Червоний американець» у 1991 році. Її почали запрошувати в різні проєкти, а також платити великі гонорари. У 1993 році вона виграє італійську премію критиків як найкраща акторка у фільмі «Прекрасне життя». Пізніше бере участь тільки у зйомках другосортних серіалах і фільмах. Однак на телебаченні вона теж стала знаменитою через те, що дуже пристрасно виконує свої ролі.
Феріллі добре відома як вболівальниця футбольного клубу «Рома» і є членом команди фанклубу. У 1998 році вона публічно обіцяла в разі перемоги команди знятися ню для чоловічого журналу. У 2001 році, коли клуб став чемпіоном Італії, журнал «MAX» випустив календар з відвертими фотографіями Феріллі, який продався більше одного мільйона примірників.
Була одружена з італійським адвокатом Андреа Піроні з 2003 по 2005 рік.
У 2013 році знялася у фільмі «Велика краса», який отримав премію «Європейський кіноприз» як найкращий європейський фільм.

## Фільмографія
- 2017 — Місце / The Place — Анджела
- 2013 — Велика краса / La grande bellezza — Рамона
- Natale a Beverly Hills (2009)
- Tutta la vita davanti (2008)
- Natale A New York (2006)
- Dalida (2005)
- Christmas in Love (2004)
- Lives of the Saints (2004)
- L'Acqua ... Il Fuoco (2003)
- Le Giraffe (2000)
- A Ruota Libera (2000)
- I Fobici (1998)
- Tu Ridi (1998)
- Il Signor Quindicipalle (1997)
- Ritorno A Casa Gori (1996)
- Arance Amare (1996)
- Ferie D'Agosto (1996)
- Vite Strozzate (1995)
- La Bella Vita (1994)
- Anche I commercialisti Hanno Un'Anima (1993)
- Il Giudice Ragazzino (1993)
- Diario Di Un Vizio (1993)
- Vietato Ai Minori (1992)
- Un Giorno Di Festa (1991)
- Centro Storico (1991)
- Piccoli Omicidi Senza Parole (1990])
- Americano Rosso (1990)
- La Strada Di Ball (1990)
- Night Club (1989)
- Rimini Rimini (1987)
- Il Volpone (1987)
- Portami La Luna (1986)
- Caramelle Da Uno Sconosciuto (1986)